# Friedrich Christoph Wäterling
Friedrich Christoph Wäterling (* 16. November 1743 in Wolfenbüttel; † 23. Mai 1833 ebenda) war ein deutscher Oberarchivar. Er leitete geschäftsführend von 1820 bis 1823 und von 1825 bis 1827 die Herzog August Bibliothek in Wolfenbüttel.

## Leben
Friedrich Christoph Wäterling wurde 1743 in Wolfenbüttel als jüngerer Sohn des Kanzlisten Ferdinand Ernst Friedrich Wäterling († 1775) geboren. Er besuchte das dortige Gymnasium und studierte ab 1763 Theologie in Helmstedt und Leipzig. Er legte 1767 das erste theologische Examen ab und war anschließend sieben Jahre lang als Hauslehrer  der Adelsfamilie von der Wense tätig. Wäterling wurde 1779 Registrator am braunschweigischen Landesarchiv. Er wurde 1782 zum Archivsekretär befördert und 1819 zum Rat und Archivar ernannt. Im Jahr 1829 wurde er anlässlich seines 50-jährigen Dienstjubiläums von Herzog Karl II. mit dem Titel eines Oberarchivars geehrt.
Wäterling eignete sich im Lauf seiner langen Dienstjahre eine ausgezeichnete Kenntnis der Archivbestände an und versah seine dienstlichen Obliegenheiten gewissenhaft. Mit zunehmendem Alter stellte sich eine größer werdende Unbeweglichkeit ein, die dem weiteren Aufbau des Archivs hinderlich war. Sein wissenschaftliches Interesse galt der braunschweigischen Geschichte, daneben den Gebieten des deutschen Münzwesens, der Heraldik und Diplomatik. Wäterling veröffentlichte wenige Aufsätze, die 1802 und 1808 im Neuen hannöverschen Magazin und 1812 und 1814 im Braunschweigischen Magazin erschienen. Er war in Vakanzzeiten von 1820 bis 1823 und von 1825 bis 1827 zusätzlich mit der Leitung der Herzog August Bibliothek in Wolfenbüttel betraut.
Wäterling blieb zeitlebens unverheiratet. Er starb im Mai 1833 im Alter von 89 Jahren in seinem Geburtshaus in Wolfenbüttel.

### Die Wäterlingsche Legatenkasse
Friedrich Wäterlings älterer Bruder, Oberappellations- und Landgerichts-Prokurator zu Wolfenbüttel, starb 1820 ohne Erben und hinterließ dem jüngeren ein Vermögen von 30.000 Talern. Selbst kinderlos, vererbte Friedrich Christoph Wäterling sein Vermögen von rund 35.000 Talern der Konsistorial-Witwenkasse mit der Bestimmung, eine Wäterlingsche Legatenkasse zu schaffen und deren Kapital armen Landschullehrern und deren Witwen zugutekommen zu lassen. Im Niedersächsischen Landesarchiv Wolfenbüttel sind Ausgabebelege der Wäterlingschen Legatenkasse bis zum Jahr 1923 vorhanden.

## Schriften (Auswahl)
- Tobias Querfurt, und August Querfurt. In: Braunschweigisches Magazin, 19. Stück, 1812, Sp. 297–300. (Digitalisat)
- Einige Lebensumstände eines ehemaligen Professors Philippi. In: Braunschweigisches Magazin, 7. Stück, 1814, Sp. 101–110. (Digitalisat)